# Daniel Soares
Daniel Bezerra Ribeiro Soares (Rio de Janeiro, 19 de janeiro de 1976), mais conhecido como Daniel Soares, é um advogado e político brasileiro, filiado ao União Brasil (UNIÃO). Ministro da Igreja Internacional da Graça de Deus, é filho do televangelista Missionário R. R. Soares.

## Biografia
Formou-se no curso de Direito na Universidade Gama Filho (UGF), no Rio de Janeiro.
Em 2008, filiado ao Partido Social Cristão (PSC), assume o mandato como vereador em Guarulhos.
Em 2011, filia-se ao Democratas (DEM). Em 2012, é eleito vereador novamente em Guarulhos.
Teve gestões atuantes e marcadas pela destinação de investimentos para a infraestrutura urbana e pela criação de leis e projetos voltados à acessibilidade, à educação, à saúde e ao transporte público.
Em 2018, é eleito com 97.330 votos deputado estadual por São Paulo/DEM (2019-2023).
Foi Re-Eleito em 2022, pelo União Brasil.